# Obra artística de Francesco Filippini
Aquesta és una llista de pintures de Francesco Filippini, (18 de setembre de 1853 – 6 de març de 1895), un dels grans artistes de l'Impressionisme italià.

## Pintures
| Imatge                           | Detalls (ordenats per data) | Descripció | Exposicions |
| -------------------------------- | --- | --- | --- |
| Nevicata                         | Nevicata 1883 Oli en fusta 50.5 × 72.5 cm GAM-Galleria d'Arte Moderna di Milano, Itàlia                                                        | La neu Entre els quadres de Filippini es coneixen vint-i-quatre quadres amb paisatges nevats, en els quals els principals crítics d'art, quan encara era viu, destacaven la seva gran capacitat per reproduir ambients muntanyosos, muntanyosos i nevats. L'obra "Nevicata" de Filippini s'inspira en "Prima Neve" de Leonardo Bazzaro de 1886, i "Nevicata a Miazzina" d'Achille Tominetti, típica del moviment filipinista en conjunt i hi ha tres obres L'efecte "ratllat" de la neu. a terra, preparat per un fons negre cobert de ratllades blanques, que fan que el terra subjacent brilli, capaç de traduir en signes elaborats tots els elements de la natura que destaquen sobre el fons nevat. El moviment filipinista innova respecte a la Scapigliatura milanesa, i investiga la gamma cromàtica de marrons i blancs, creant un nou model de pintura, en el qual també en això però "tots els aspectes de la realitat natural es retornen amb una visió íntima". (Alessia Codazzi) | - 1992, Villa Cascina Sforzesca, Pavia - 2016, Neve, Anima bianca, Galleria d'arte moderna di Milano |
| La stigliatura della canapa      | La stigliatura della canapa 1889 Pintura a l'oli sobre tela 88 × 142 cm Pinacoteca di Brera, Milano, Itàlia                                    | La neu L'escut de cànem de Filippini va guanyar el premi Mylius el 1889 | - Esposizione triennale italiana di belle arti del 1891, Milano |
| Le spannocchiatrici              | Le spannocchiatrici 1887-1889 Pintura a l'oli sobre tela 120 × 85 cm GAM-Galleria d'Arte Moderna di Milano, Itàlia                             | El treball | - Francesco Filippini Protagonista del Naturalismo, Museo di Santa Giulia, Brescia, 1999-2000 |
| Pecore tosate                    | Pecore tosate 1885 Pintura a l'oli sobre tela 130 × 80 cm Museo Galleria d'arte moderna Ricci Oddi, Piacenza, Itàlia                           | Ramat El paisatge a contrallum està animat per un ramat amb pastors al centre. La particular pinzellada del cel amb núvols ondulants és una de les grans excel·lències de Filippini i típica de l'impressionisme. El quadre inicialment amb el títol "Posta de sol" va ser venut al Museu Ricci Oddi de Piacenza per un col·leccionista l'any 1897 per 380 lires. | |
| Prime nevi                       | Prime nevi 1885 Pintura a l'oli sobre tela 130 × 80 cm GAM-Galleria d'Arte Moderna di Milano, Itàlia, Itàlia                                   | La neu | |
| La Raccolta delle Castagne       | La Raccolta delle Castagne 1887 Pintura a l'oli sobre tela 138 × 77 cm Museo Gallerie d'Italia, Gallerie di piazza della Scala, Milano, Itàlia | Arbres | |
| Barche a Venezia                 | Barche a Venezia 1890 Pintura a l'oli sobre tela 200 × 350 cm                                                                                  | Barques L'obra va inspirar el quadre Barca a Venècia d'Umberto Boccioni. | |
| Barche sulla spiaggia di Venezia | Barche sulla spiaggia di Venezia 1892 Pintura a l'oli sobre tela                                                                               | Barques L'òpera s'oposa al quadre "Barques a la platja d'Etretat" de Claude Monet conservat a la fundació Bemberg, a Tolosa de 1893. | |
| Laguna Veneta                    | Laguna Veneta 1892 Pintura a l'oli sobre tela                                                                                                  | Barques Laguna Veneta és una continuació de la ricerca svolta arran de l'operació de Claude Monet a l'estació de París Saint-Lazare, iniciada a París el 1879. | |
| Il Gregge                        | Il Gregge 1891 Oli en fusta 260 × 450 cm Museus Cívics de Brescia, Itàlia                                                                      | El Ramat La referència estilística de Filippini en aquest quadre és a la seva obra "Retorn a la pastura" de 1888. Filippini retrata, al capvespre cap a versa, aquells que, després del seu esforç diari, van a resar davant d'una aïllada "Santella" que és trobada en el camí entre el treball i la devoció. | - Promotrice di Torino, 1891 amb el títol "Vespero" - Brescia, 1934, p. 59, n. 356 - Brescia, 1956, 58, n. 78 - Brescia, 1979 - Villa Carcina, 1992, p. 43-45                                                 |
| Temporale                        | Temporale 1890 Oli en fusta 260 × 460 cm GAM-Galleria d'Arte Moderna di Milano, Itàlia                                                         | Paisatge La concepció de l'obra és d'avantguarda absoluta, de paisatge, en què la visió se situa com la voluntat d'un ocell des de dalt, atorgant una perspectiva única i immersiva en l'obra i en el canvi metrològic del cel, a l'espera de la tempesta a la muntanya. La presència d'homes i animals des d'aquesta alçada és completament indefinida però protesten per la seva presència al paisatge. La composició amb visió aèria té una perspectiva completament dilatada, aportant la possibilitat de mirar més enllà de tots els límits, on l'horitzó no es defineix per la creació d'un arc que sigui un amb el cel sense una línia de fractura entre el cel i la terra. | - Milan, Galleria Pesaro, 1930 - Francesco Filippini, un protagonista del Naturalismo, 1999 |
| Ai piedi del ghiacciaio          | Ai piedi del ghiacciaio 1875-1895 Oli en fusta 95.5 × 55.5 cm                                                                                  | La neu Al peu de la glacera condensa totes les qualitats del realisme franc de Francesco Filippini, qualitats que han consagrat l'artista com un dels paisatgistes més representatius del naturalisme. L'obra posa de manifest l'absoluta sinceritat de Filippini cap a la veritat, acompanyada d'un rigor compositiu conscient; aquell llenguatge robust confiat a una pinzellada àmplia, aspra i essencial, reelaborat a través de l'anàlisi d'un cert estil pictòric carcanià, aquella tria d'una gamma cromàtica "boira", limitada a tons freds i grisencs que sembla que han estat creats ad hoc precisament per la seva Nevada, un motiu pictòric molt estimat per Filippini i que, potser millor que d'altres, va tenir la capacitat de reflectir aquella particular "malenconia profundament suggerent" que un crític anònim, l'any 1895, va trobar en les "pintures i impressions de l'hivern al muntanyes " interpretada "en tons grisos i platejats". | - Sotheby's, 2007 |
| Autumn                           | Autumn 1875 Oli en fusta 83 × 142 cm Museum Pinacoteca Tosio Martinengo, Brescia, Itàlia                                                       | Arbres Caure. Paisatge boscós i figura femenina. L'obra va ser objecte d'estudis i proves d'autor d'Umberto Boccioni al seu estudi de Via Adige a Milà. | |
| Scirocco a la llacuna de Venècia | Scirocco a la llacuna de Venècia 1882 Oli en fusta 75.5 × 45 cm Pinacoteca Nazionale di Bologna, Itàlia                                        | Barques | |
| vespre de novembre               | vespre de novembre 1881 Pintura a l'oli sobre tela 178 × 103 cm GAM-Galleria d'Arte Moderna di Milano, Itàlia, Itàlia                          | La neu | |
| Àvia i néts                      | Àvia i néts 1887 Oli en fusta 37 × 60.5 cm Musei Civici di Arte e Storia di Brescia, Itàlia                                                    | Els pagesos | |
| Cap de dona                      | Cap de dona 1876 Oli en fusta 48 × 37.5 cm Musei Galleria d'Arte Moderna di Novara Giannoni, Itàlia                                            | Retrats El quadre "Cap de dona" de Filippini és semblant al quadre "Dona amb un vestit verd" de 1877, exposat a l'Exposició de pintura de Brescia del segle XIX l'any 1934 (núm. cat. 330). El verd és un dels colors més importants de Filippini, i de gran dificultat en la gestió artística dels seus matisos. | |
| Il Ruscello                      | Il Ruscello 1892 Oli en fusta 555 × 100 cm Musei civici d' arte e storia di Brescia, Itàlia                                                    | Arbres La pintura de Francesco Filippini va inspirar l'obra Camp llombard del mestre futurista Umberto Boccioni. | |
| Bufera imminente                 | Bufera imminente 1890 Oli sobre llenç GAM-Galleria d'Arte Moderna di Milano, Itàlia                                                            | Paisatges | |
| Le stigliatura della Canapa      | Le stigliatura della Canapa 1887 Oli sobre llenç 88 × 142 cm Pinacoteca di Brera, Milano, Itàlia                                               | El treball Filippini, amant de la natura, vol comunicar la importància de l'ús industrial del cànem per a la protecció del medi ambient. El processament manual del cànem es produeix separant les parts de la tija en diferents cicles. El procés anomenat “scutching” consisteix en operacions que alliberen les fibres del nucli llenyós de les tiges. Les treballadores utilitzen cilindres acanalats que giren i permeten doblegar repetidament les tiges, separant el canapuli de les fibres. | - 1887, Pinacoteca di Brera - 1889, premi d'art Premio Mylius |
| Il Maglio                        | Il Maglio 1889 Oli sobre llenç 101 × 175 cm Pinacoteca di Brera, Milano, Itàlia                                                                | El treball El quadre d'estil impressionista representa uns treballadors d'una fàbrica amb la intenció de treballar la peça sobre el Maglio col·locant-la a la base de l'enclusa, on rep el cop del martell. Hi ha tres obres diferents de Filippini que retraten "el Maglio", i són les úniques obres que es refereixen a treballs industrials i no agrícoles. A més de "el Maglio" de la Pinacoteca di Brera, hi ha el Maglio de 1889, un oli sobre tela de 177 x 89 centímetres, i el Maglio de 1889, oli sobre tela de 44 x 74 centímetres que probablement és un esbós preparatori. de l'obra present a la col·lecció de la Pinacoteca di Brera, guanyadora del Premi Canònic. | - I Exposició Triennal de Belles Arts Italianes de 1891, p. 6, n. 559 - Brescia, 1943, pàg. 58, n. 345 - Brescia, 1956, pàg. 59, n. 81                                                                        |
| La plana                         | La plana 1892 Oli sobre llenç 75 × 45 cm Col·lecció del museu de la província de Milà, Itàlia                                                  | Paisatges | - 1892, Museo della Permanente, Milano - 1893, Museo della Permanente, Milano |
| Vae Tyrannis                     | Vae Tyrannis 1887-1880 Oli sobre llenç 231 × 100 cm Musei Civici di Brescia, Itàlia                                                            | Pintures històriques Es tracta d'una obra que forma part dels inicis artístics de Filippini basats en temes històrics, també necessaris per poder guanyar premis per mantenir-se, pels quals atresora els seus estudis a Brera amb Bernini. Gràcies a aquest treball rebrà de fet el Premi Brozzoni, amb el qual el Municipi de Brescia comprarà "La morte di Caligola" per una suma molt elevada en aquell moment, 1.200 lires italianes el 1879, rebatejant-lo "Vae Tyrannis". L'Òpera aconseguirà una considerable notorietat entre els crítics d'art tant a Itàlia com a l'estranger. Filippini crearà un altre llenç, de 280 x 150 cm, titulat "Vae Tyrannis" amb el qual participarà al concurs artístic Fumagalli l'any 1800, i que s'exposarà el mateix any a l'Acadèmia Brera de Milà. Filippini trobant l'estabilitat econòmica i l'èxit, va abandonar completament els temes històrics a principis del 1800. | - Premio Brozzoni, 1879 - "Filippini", Brescia, 1979 - Francesco Filippini Protagonista del Naturalismo, Museo di Santa Giulia, Brescia, 1999-2000 - L'Ottocento a Palazzi Isbardi (Province of Milano), 1987 |
| Vespres a Valtrompia             | Vespres a Valtrompia 1882 Oli sobre llenç 70 × 182 cm Musei Civici di Brescia, Itàlia                                                          | Els pagesos Es tracta d'una obra en la qual és plena l'evidència del filipinisme, el moviment artístic de Francesco Filippini que neix en oposició i resposta a Claude Monet, en el qual és viva la denúncia social del treball de les dones, la seva importància i el seu esforç digne, com a mares. i els treballadors, en comparació amb les obres coloristes dels impressionistes francesos que troben espai als salons dels col·leccionistes nord-americans, que no es preocupen per les infraccions de les normes acadèmiques i estimen el color i la imatge, disposats a pagar més enllà del preu habitual. El moviment creat per Filippini, anomenat precisament Filippinismo, del qual només és el creador, després d'una llarga investigació artística i d'opressió obligada a mantenir formes acadèmiques, concursos amb normes, imatges històriques, retrats per encàrrec que odiava, representa l'eclosió posterior de l'autèntic moviment. de l'impressionisme italià, que seguiran molts dels seus amics, companys de pintura, estudiants i ho seguiran fent durant generacions després de la seva mort. Un moviment que el mateix Filippini no va voler organitzar, com per als Scapigliati, sinó que va sentir i experimentar a l'aire lliure. A l'obra Vespero a Valtrompia, que trobarà molta fama en el seu temps, es fa evident el suggeriment creat per les cinc dones que amb els seus amples mantons de serrell blanc anomenen "Zendali", típic de les dones del poble de la República de Venècia, que protegeixen el cap i les espatlles, en contrast amb la terra d'herba negra dura, humida, freda i fosca. La icona del "zendali" sciali també la recorden Johann Wolfgang von Goethe en el seu Viatge a Itàlia (un Gran Tour per aculturar la noblesa de l'època), però també Giovanni Boccaccio al Decameró, Carlo Goldoni a la comèdia La viuda astuta. , i Alessandro Manzoni a Els promesos (Capítol XXXII). | - Francesco Filippini Protagonista del Naturalismo, Museo di Santa Giulia, Brescia, 1999-2000 - Brescia, 1934 - Brescia, 1956 - Brescia, 1979 - Villa Carcina, 1992 - Premio Brozzoni, 1882                   |
| Canale a Chioggia                | Canale a Chioggia 1887 Oli sobre llenç 103 × 181 cm Musei Civici di Brescia, Itàlia                                                            | Barques | |
| Vestito bianco                   | Vestito bianco 1879 Oli sobre llenç 99 × 54 cm Musei Civici di Brescia, Itàlia                                                                 | Retrats | |
| Paesaggio con case e betulle     | Paesaggio con case e betulle 1879 Oli sobre llenç 85,5 x 120 cm Musei Civici di Brescia, Itàlia                                                | Paisatge | |